# アンドレアス・グルスキー
アンドレアス・グルスキー（Andreas Gursky, 1955年1月15日 - ）は、ドイツの写真家。

## 経歴
1955年1月15日、東ドイツライプツィヒに生まれ、幼少時に西ドイツに移住した。1977年から1980年まで、エッセンのフォルクヴァング芸術大学にてヴィジュアルコミュニケーションを専攻し、1980年から1987年まで、デュッセルドルフ美術アカデミー写真科に在籍した。ベルント&ヒラ・ベッヒャー夫妻に師事し、1980年代後半から作家活動を開始。パノラミックな視点からとらえた巨大な写真が有名。1999年に撮った写真「ライン川 II (Rhein II)」がニューヨーク・クリスティーズの「Post-War & Contemporary Art Evening Sale」で430万ドル（約3億3400万円）で落札され、地球上に存在する写真の中で史上最高額の値段が付けられた。2010年よりデュッセルドルフ芸術アカデミーの自由美術学科を担当している。

## 主な作品
- 「ライン川 II」　1999年
- 「99セント」　1999年
- 「ピョンヤン I」　2007年
- 「F1 ピットストップ IV」　2007年
- 「カミオカンデ」　2007年
- 「V&R」　2011年
- 「カタール」　2012年